# Digimon Chronicle
Digimon Chronicle (デジモンクロニクル, Dejimon Kuronikuru) est un manga shōnen, publié en 2003, basé sur les produits dérivés de la franchise médiatique japonaise Digimon.

## Synopsis
Digimon Chronicle raconte une période durant laquelle le digimonde était contrôlé par un ordinateur dénommé Yggdrasil. Par le passé, les digimon se multipliaient tellement qu'Yggdrasil se retrouvait incapable de supporter une telle quantité de données et surchauffait fréquemment. Yggdrasil créera alors un « nouveau digimonde », composé du passé, présent et du futur (Urd, Versandi et Skuld, respectivement), et exterminera le surplus de digimon à l'aide d'un programme informatique. Cependant, les digimon dotés d'un autre programme appelé Anticorps-X, les rend plus fort, change leur forme, et les immunise. Yggdrasil enverra alors les « Chevaliers royaux » (traduction littérale) : treize digimon bénévoles protégeant le digimonde.
En parallèle, Kouta, Yuuji et Shinji, trois élus humains, trouvent un moyen d'accéder au digimonde, et rencontrent leur partenaires digimon ; Dorumon pour Kouta, et Ryuudamon pour Yuuji. Kouta et Yuuji résistent à Yggdrasil et aux Chevaliers royaux, tandis que Shinji se joint apparemment à Yggdrasil.

## Médias
Annoncé comme successeur du manga Digimon Adventure V-Tamer 01, Digimon Chronicle est publié en 2003, au Japon, accompagné d'un digivice nommé le Pendulum X. Il existe quatre « chapitres », chacun accompagné de sa propre version du jouet, le premier étant vendu avec le Pendulum X 1.0, le deuxième avec le Pendulum X 1.5, le troisième avec le Pendulum X 2.0, et le dernier avec le Pendulum X 3.0. En 2005 sort le film Digital Monster X-Evolution, inspiré par l'histoire du manga,.